# 希望的田野
《希望的田野》是2003年首播的中国大陆电视剧，由孙沙执导，程煜、沙景昌、侯天来、张凯丽等主演。该剧获2003年中国电视金鹰奖最佳长篇电视剧奖。